# هيميجي-جو

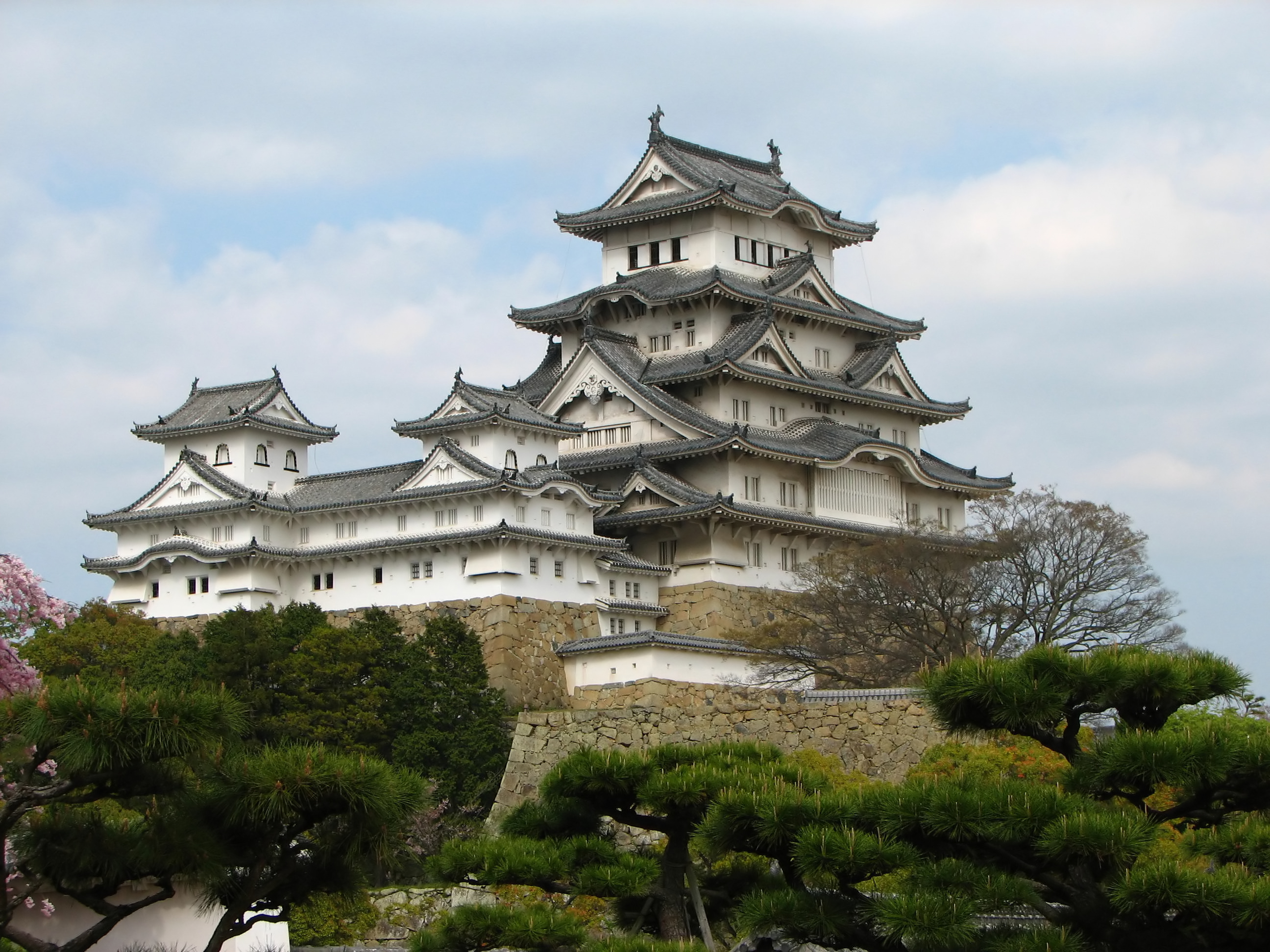

قلعة هيميجي (باليابانية: 姫路城 هيميجي-جو) هي قلعة يابانية تقع بالقرب من هيميجي، في محافظة هيوغو، في اليابان، وتعتبر أحد الكنوز الوطنية اليابانية. هو معلم يعتبر من أقدم الشواهد على بناءات العصور الوسطى في اليابان. قامت المنظمة العالمية للثقافة والعلوم يونسكو بإدراج هذا المعلم في قائمة التراث الثقافي العالمي ؛ بالإضافة إلى قصري ماتسوموتو وكوماموتو. يعد قصر هيميجي واحد من ثلاثة قصور خشبية لا زالت قائمة إلى يومنا هذا.
يعرف القصر باسم هاكو-رو-جو أو قصر اللقلق الأبيض، بسبب لون جدرانه البيضاء. تظهر صورته في كل مكان تقريبا في اليابان، في التلفزيون الياباني مثلا، وعندما يتم تصوير مشاهد الأفلام والمسلسلات التاريخية، غالبا ما يتوجه المنتجون إلى مكان القصر للتصوير، نظرا للجو الفريد الذي يوفره لهم.

## تاريخ

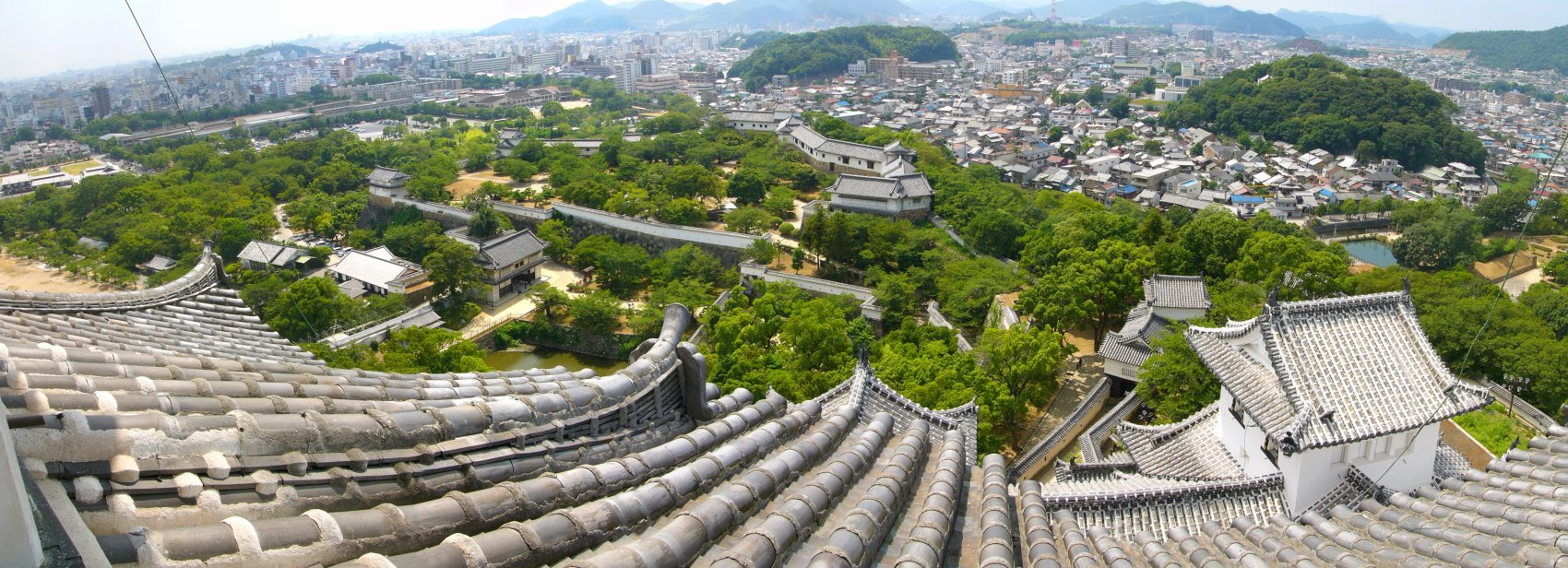
قصر هيميجي (منظر بانورامي) وتظهر مدينة هيميجي في الخلفية.

تصميم البناء الأصلي أثناء فترة نانبوكوتشو والتي تتبع تاريخيا فترة موروماتشي. ترجع فكرة القصر إلى سنة 1346 م، عندما قرر سادانوري أكاماتسو، أحد أسياد المنطقة، أن يتخذ لنفسه حصنا في سفح جبل هيميجي، في نفس المكان الذي أقام فيه نوريمورا أكاماتسو معبد شوم-يوجي البوذي. بعد سقوط عشيرة أكاماتسو في أعقاب حرب كاكيتسو، أصبحت المنطقة في أيدي عشيرة يامانا، إلا أن الأمور لم تعمر طويلا، فاندلعت أحداث حروب أونين، والتي كانت من نتائجها استرجاع عشيرة أكاماتسو لهيمنتها على هيميجي وما جاورها، استمر هذا الوضع حتى توحيد البلاد أثناء فترة أزوشي موموياما.

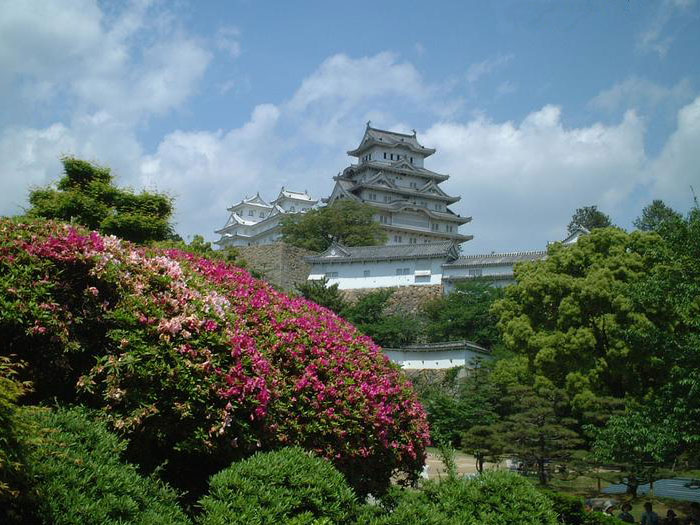
قصر هيميجي كما يبدو في آواخر فصل الربيع

في عام 1580 م، بسط القائد تويوتومي هيده-يوشي سيطرته على هيميجي، ووضع يده على القصر، قام في نفس الفترة يوشيتاكا كورودا، ببناء برج ذو ثلاثة طوابق في موقع القصر. بعد معركة سيكيغاهار (1601 م)، قام سيد اليابان الأول بعد انتصاره، توكوغاوا إيئه-ياسو بمنح القصر لصهره (زوج ابنته) إيكيدا تيروماسا ع (1564-1613 م). في خلال ثمان سنوات قام الأخير بتحويل القصر، ولا زالت أبنية القصر وإلى أيامنا هذه تحتفظ بشكلها الأصلي منذ ذلك العهد. تم إنجاز آخر الهياكل الملحقة بالقصر وهو الجناح الغربي عام 1618 م.
كان القصر الملاذ الأخير للمتمردين من الزعماء الكبار (دائي-ميو) أثناء أواخر فترة إيدو. قررت الحكومة الجديدة عام 1868 م، وضع حد للتمرد، فتم إرسال القوات نظامية المتواجدة في منطقة أوكاياما ووضعت تحت قيادة أحد أحفاد إيكيدا تيروماسا (صاحب الفضل في بناء القصر). استطاعت القوات الحكومية أن تستولى على القصر عام 1874 م، ثم وضع تحت تصرف وزارة الحربية (1879 م). في عام 1910 م خصصت الحكومة مبلغ 90.000 ين لتجديد البرج الرئيسي (ذو الطوابق الخمسة).
تم إلغاء نظام تقسيم المقاطعات الإقطاعي (هان) عام 1871، وبيع القصر في المزاد. رست المعاملة على سعر رمزي لم يتجاوز الـ23 ينا و50 سنتا. إلا أن تكاليف تفكيكه جعلت مالكيه الجدد يصرفون النظر عن الفكرة، قتم ترك القصر مهجورا.
شن الحلفاء غارات جوية مكثفة على التراب الياباني أثناء الحرب العالمية الثانية، وكانت منطقة هيميجي إحدى الأهداف المعلنة. نجا القصر بأعجوبة من الغارات الجوية، واقتصرت الخسائر على بعض التصدعات الجانبية.

## صور من القريب والبعيد

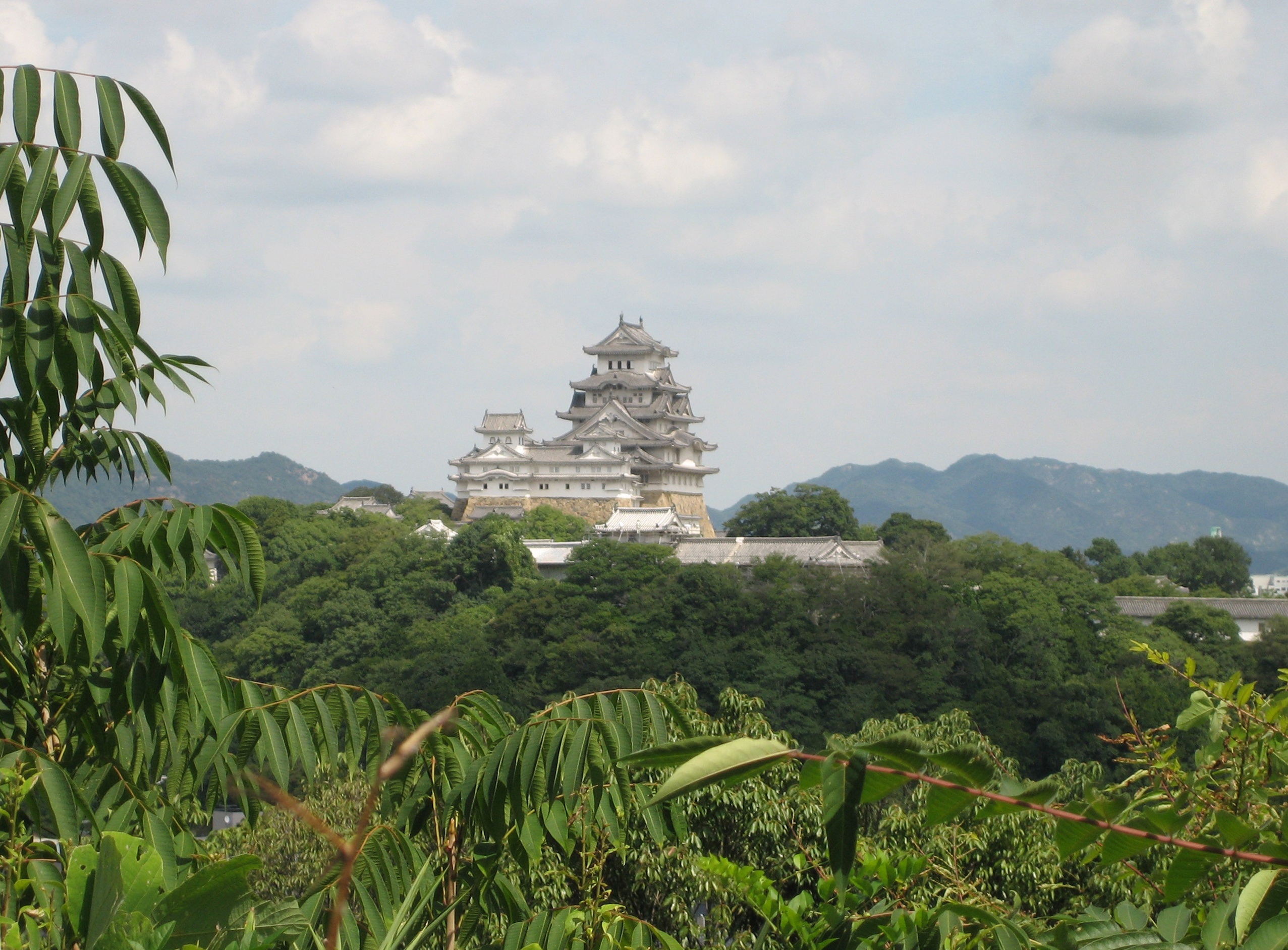
The castle complex as seen from the west
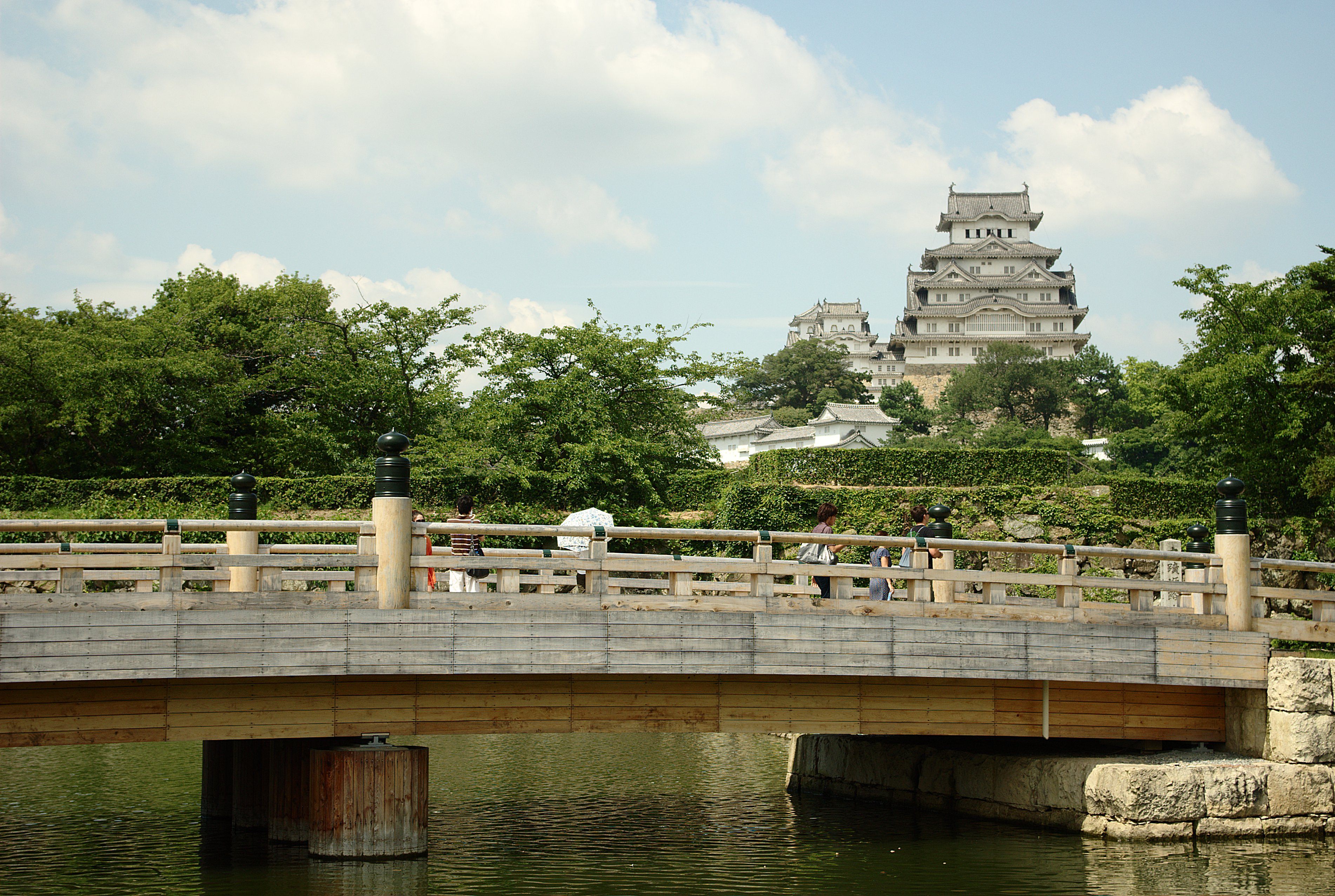
The castle keep and bridge as seen from the entrance
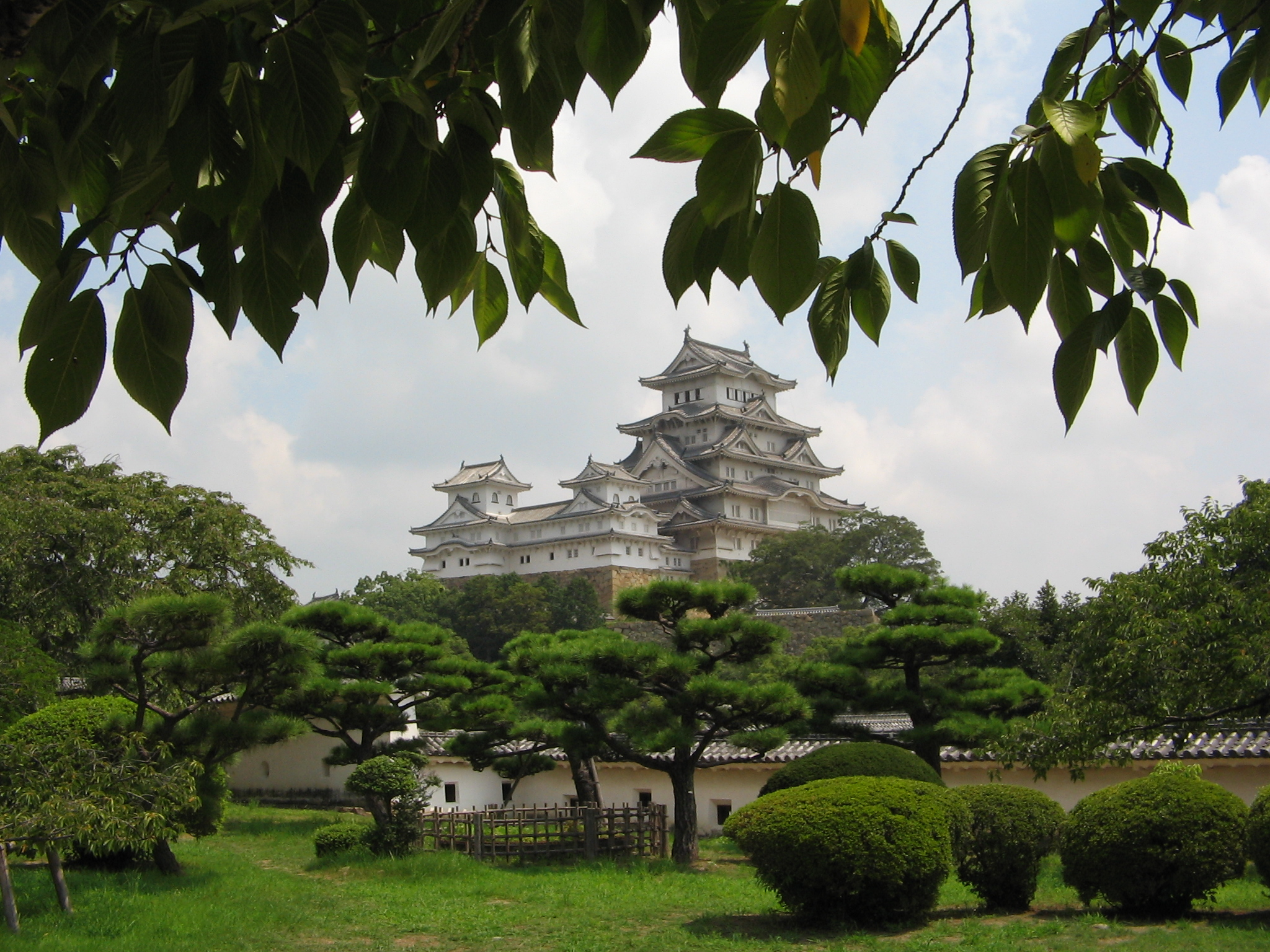

- ]] and the lush castle grounds below
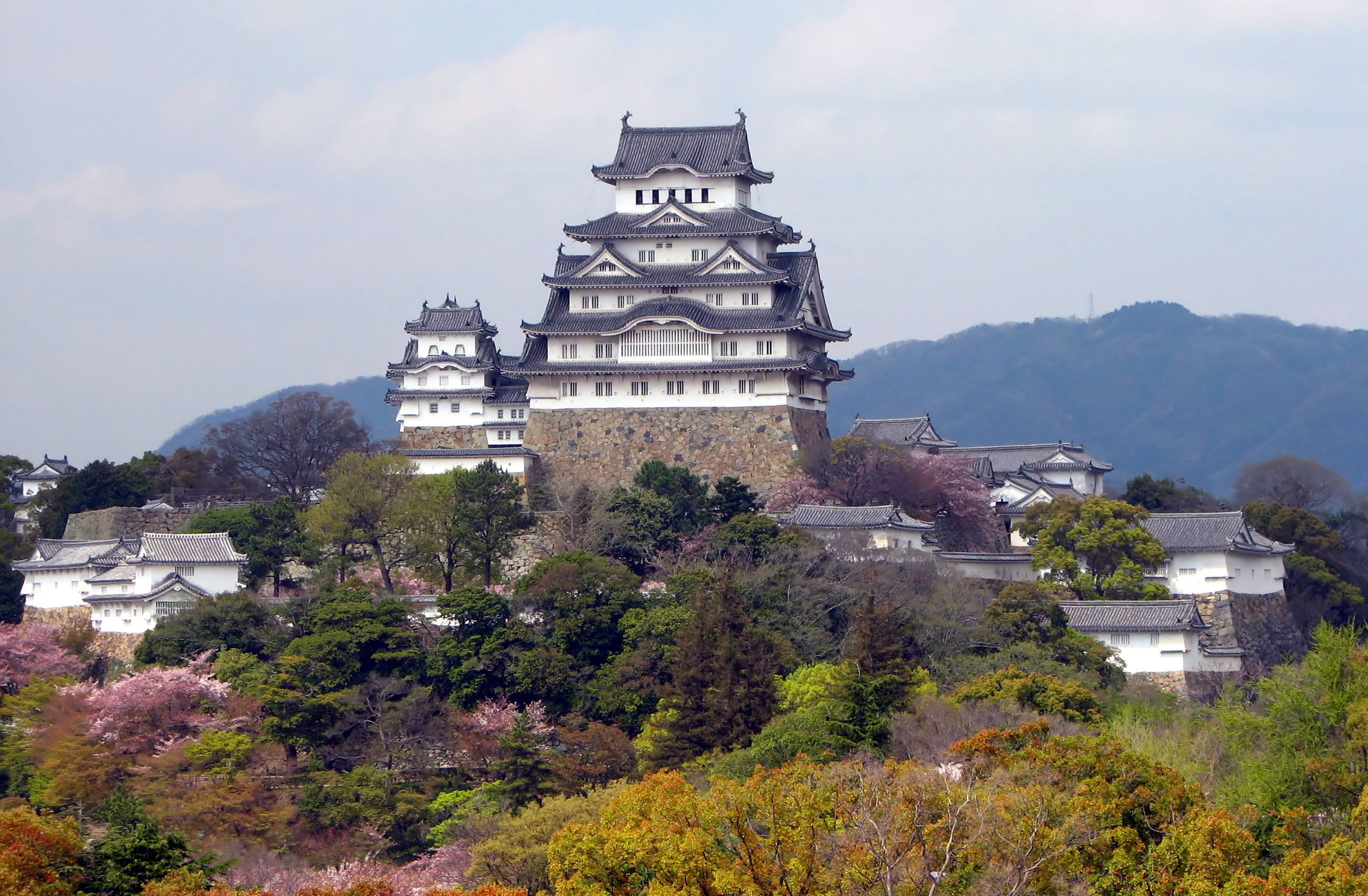
Front view of the castle complex
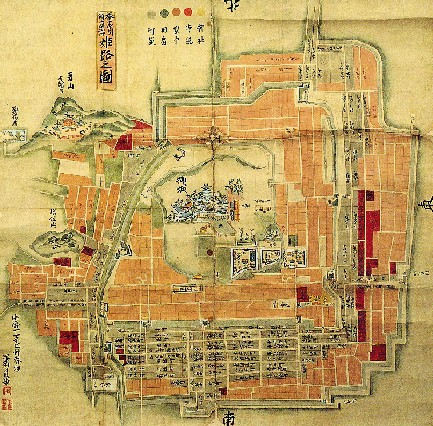
A 1761 depiction of the castle complex
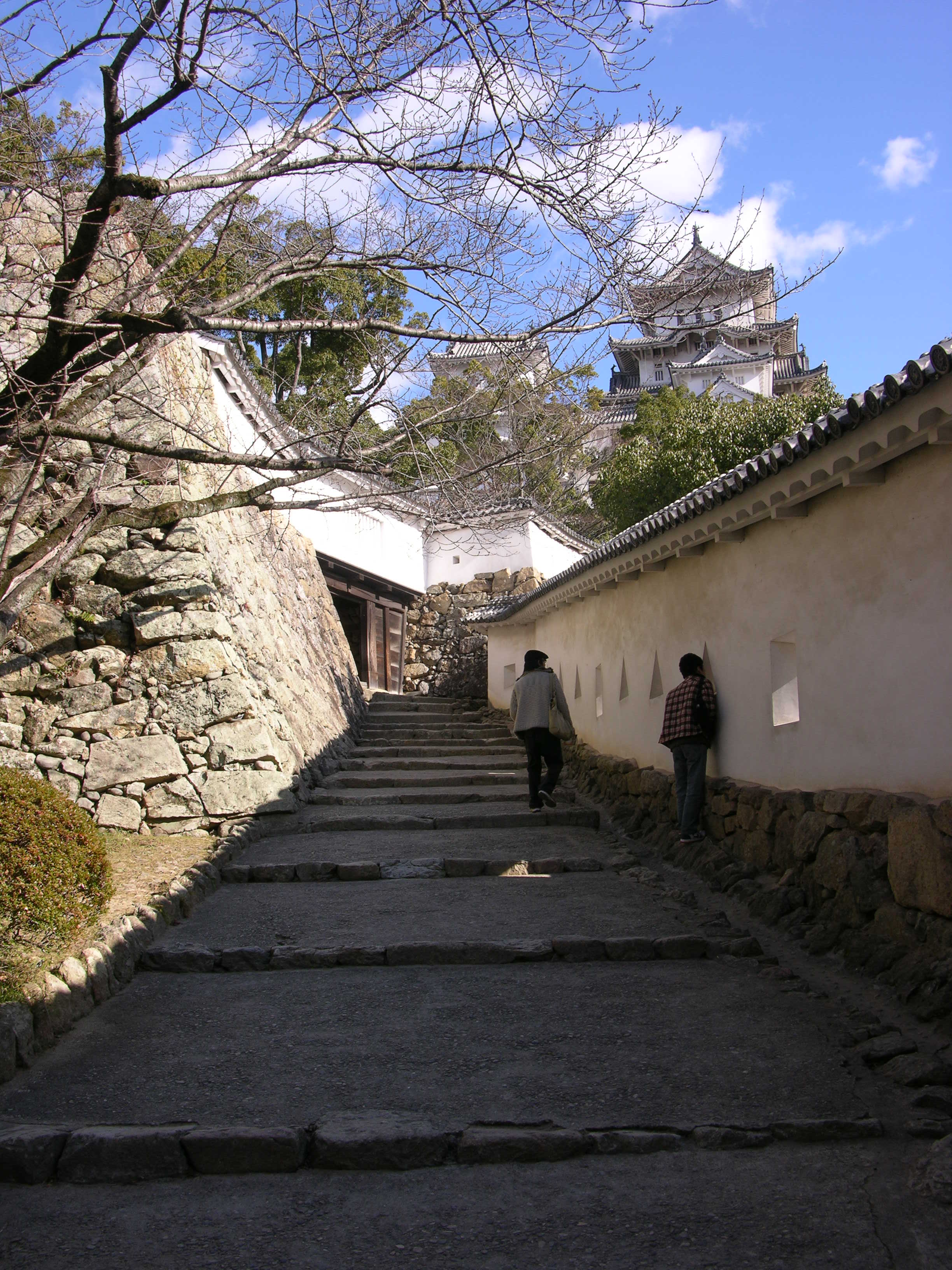
One of the steep, narrow walkways controlling access to the castle
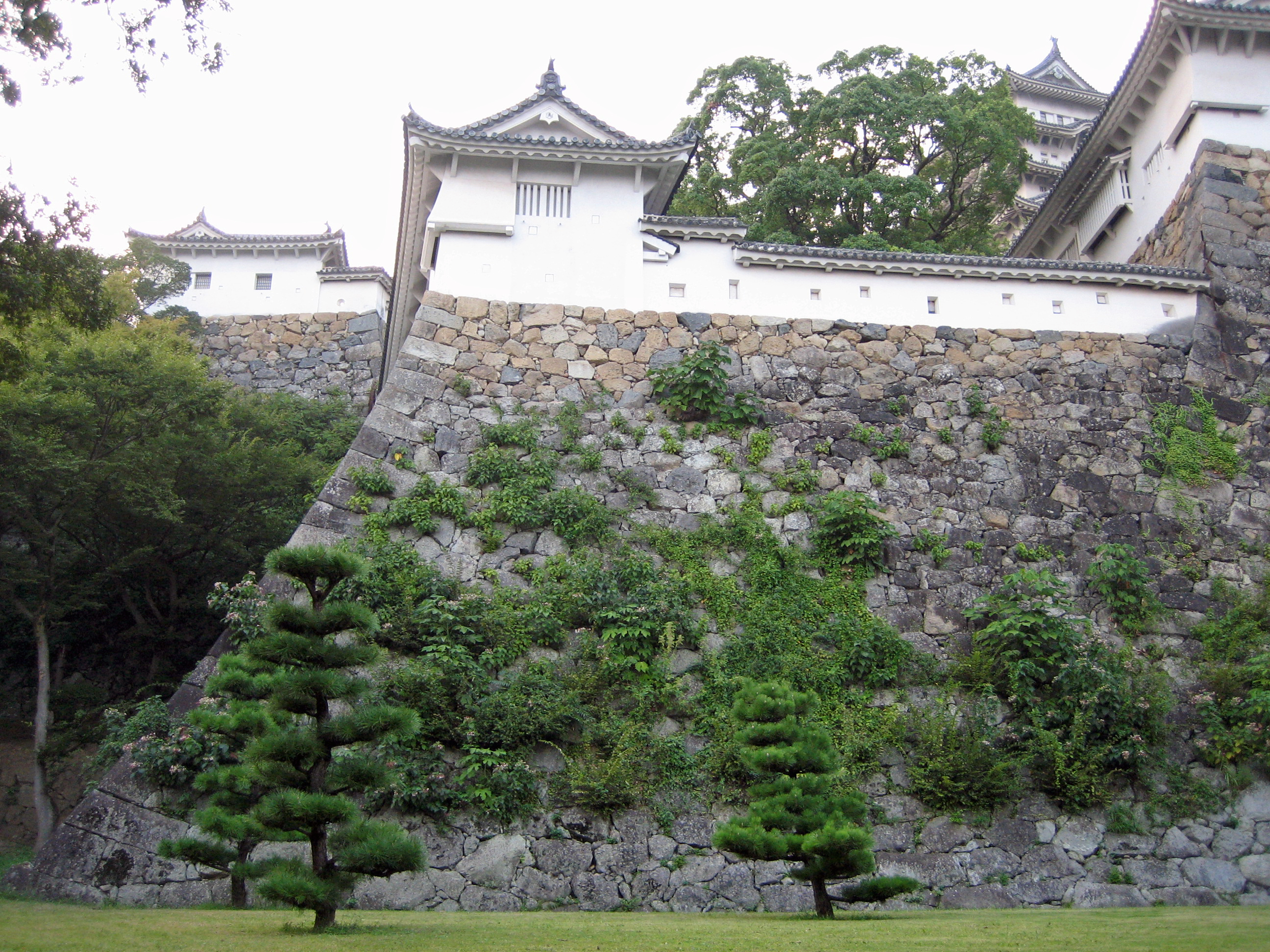
One of the steep castle walls
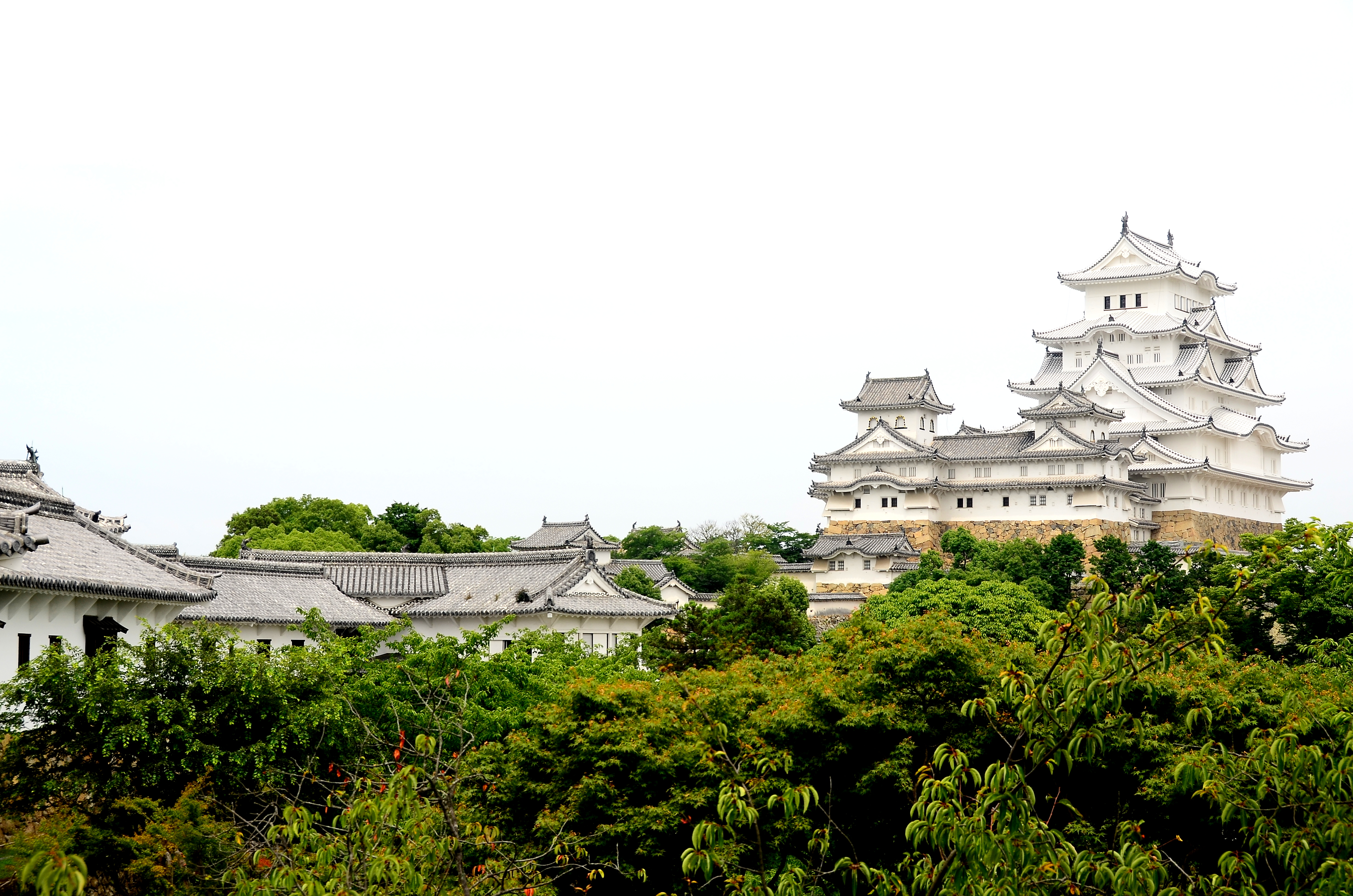
Himeji castle as seen from the princess quarters
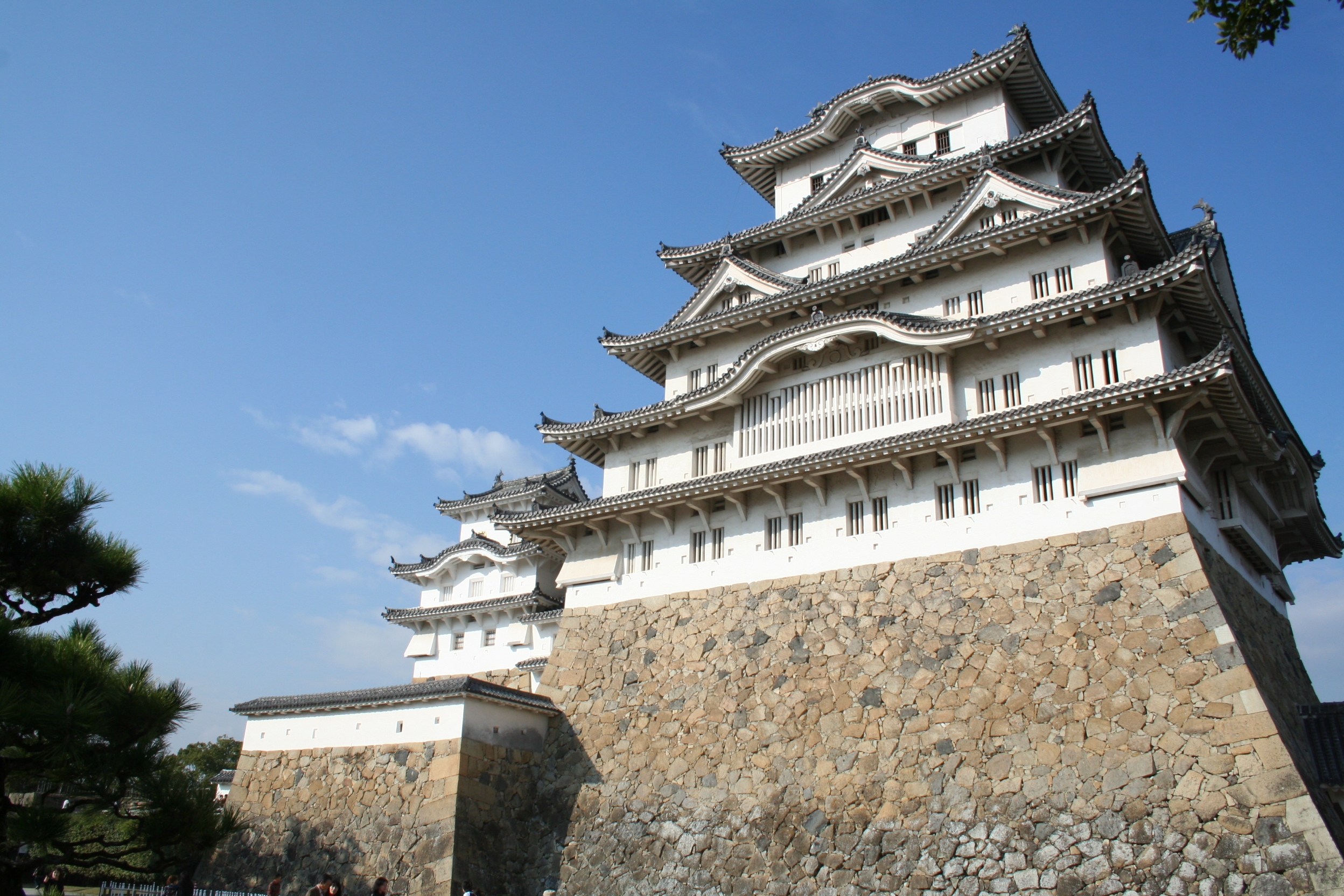
The castle [[برج (حصن)]] as seen from within the inner circle (本丸 honmaru؟)
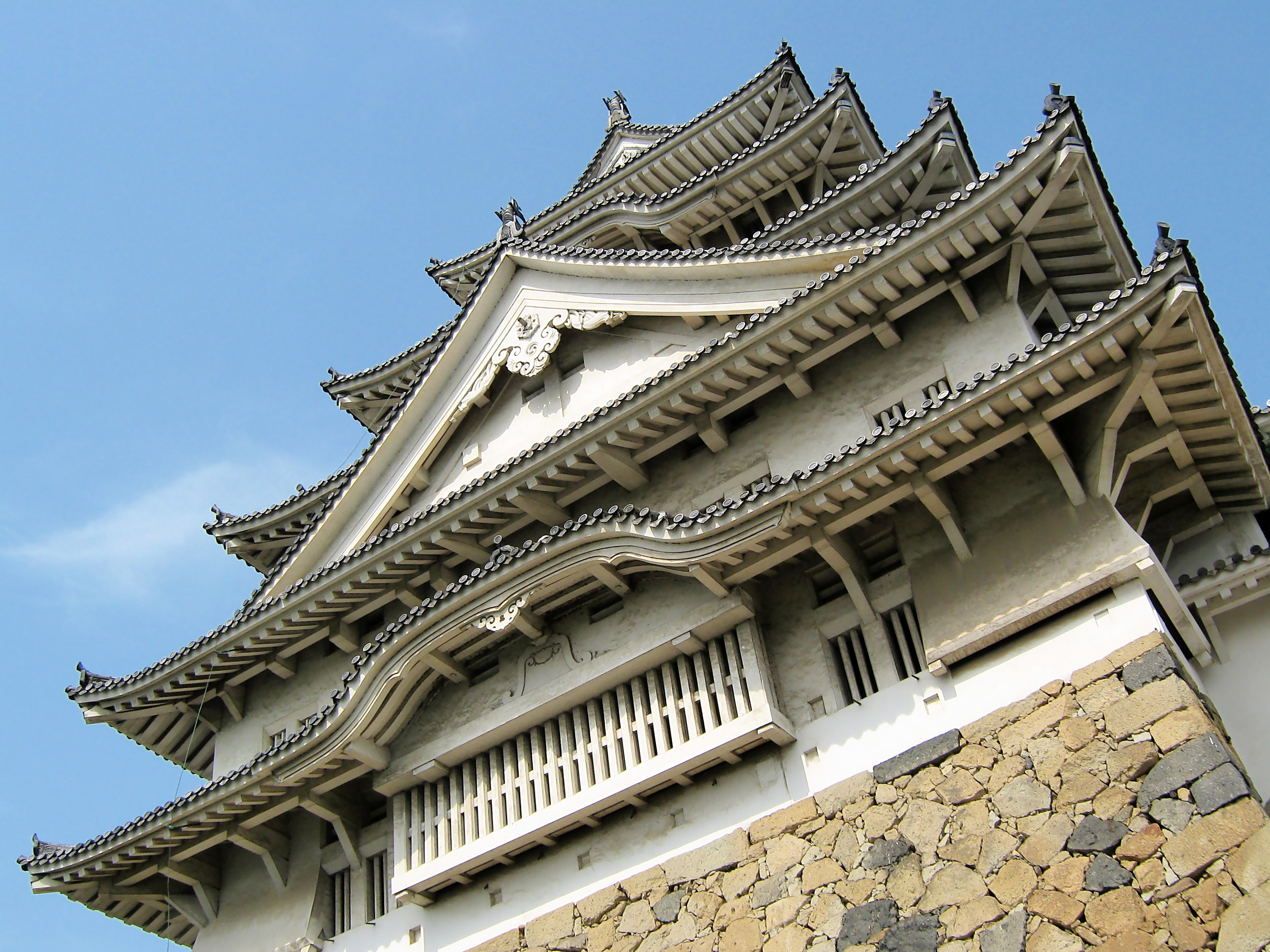
Curved gables (千鳥破風 chidori hafu؟)
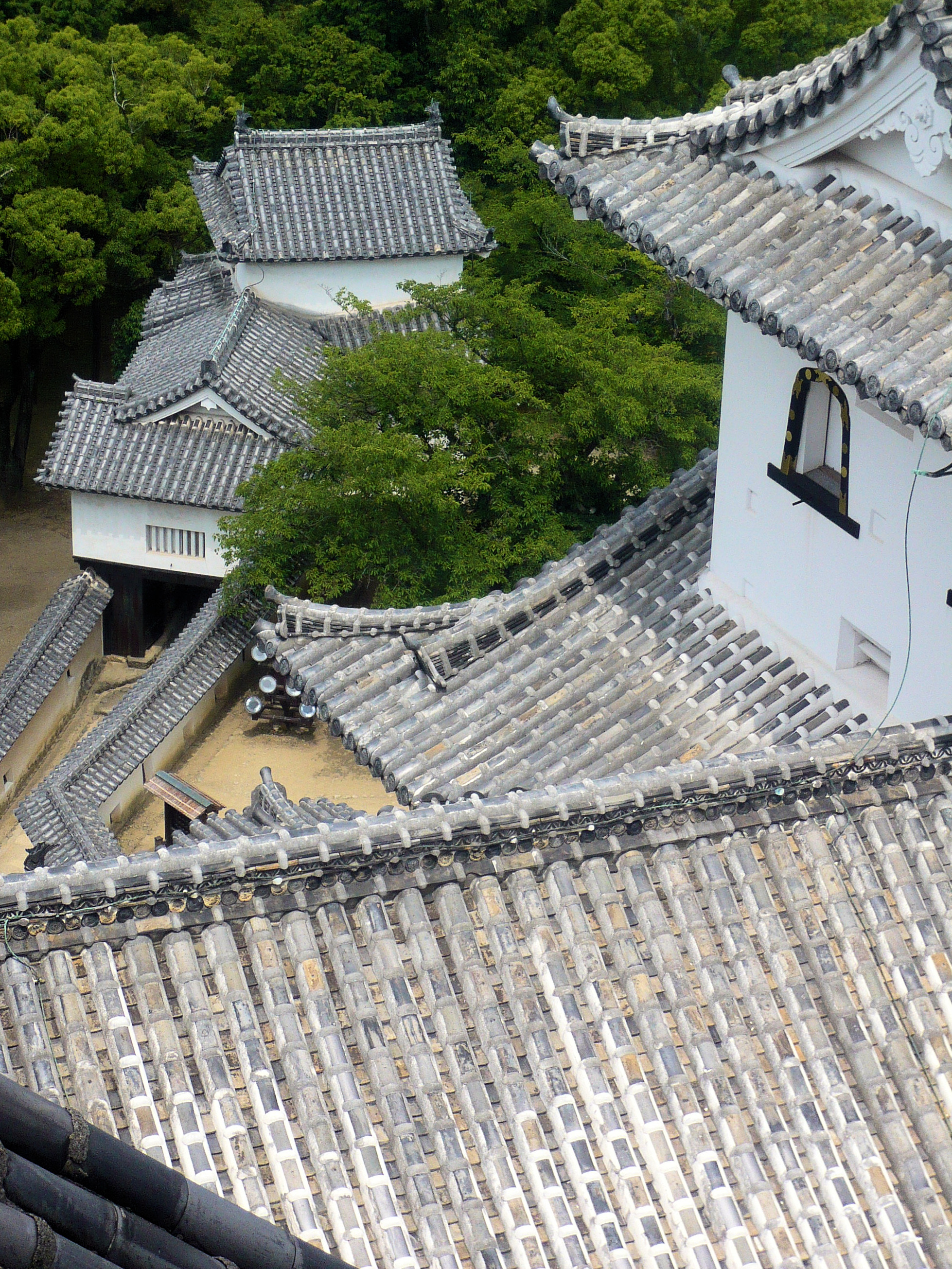
Castle walls and rooftops
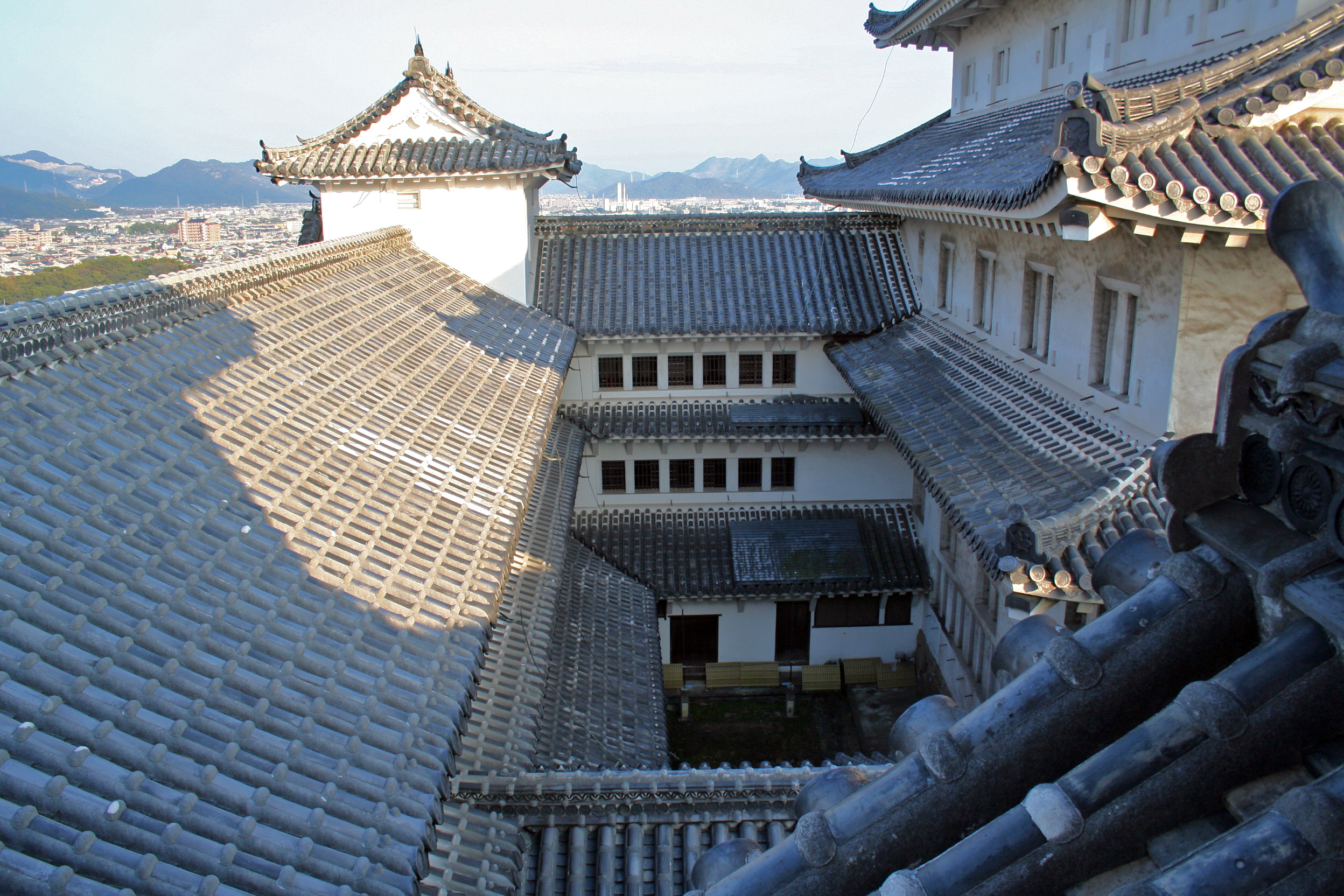
East tower and corridors
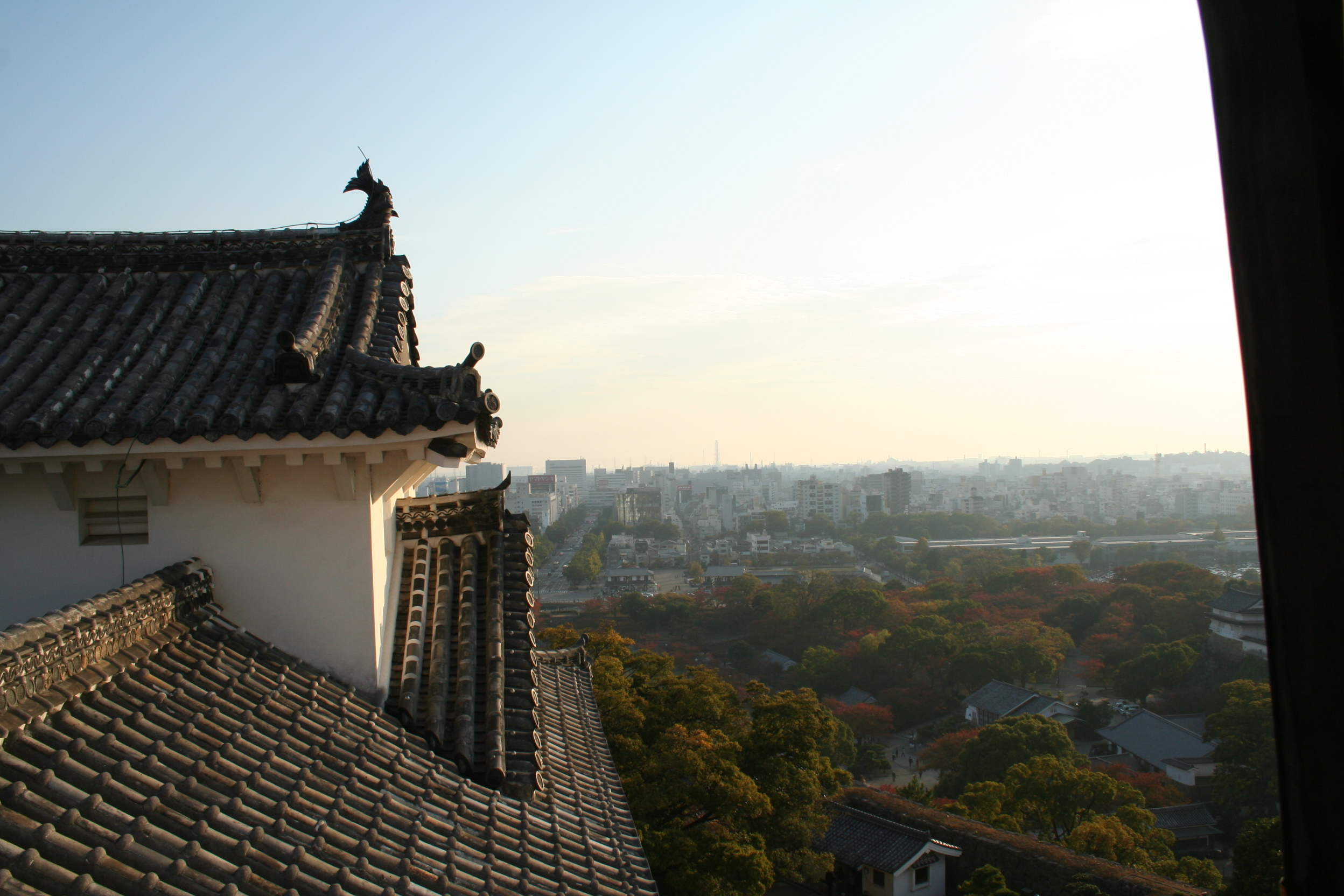
The castle rooftops and surrounding city
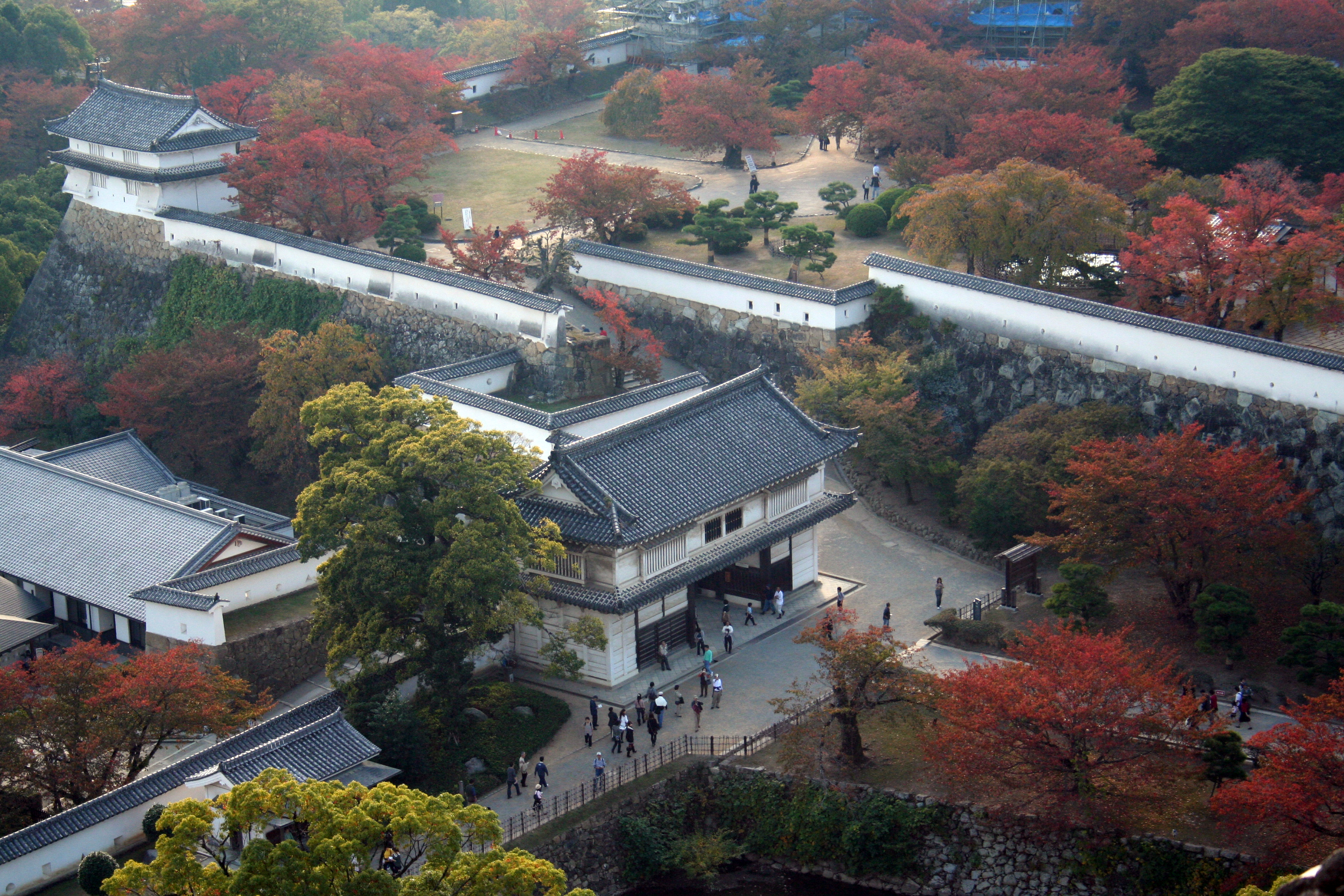
Part of the intricate castle complex
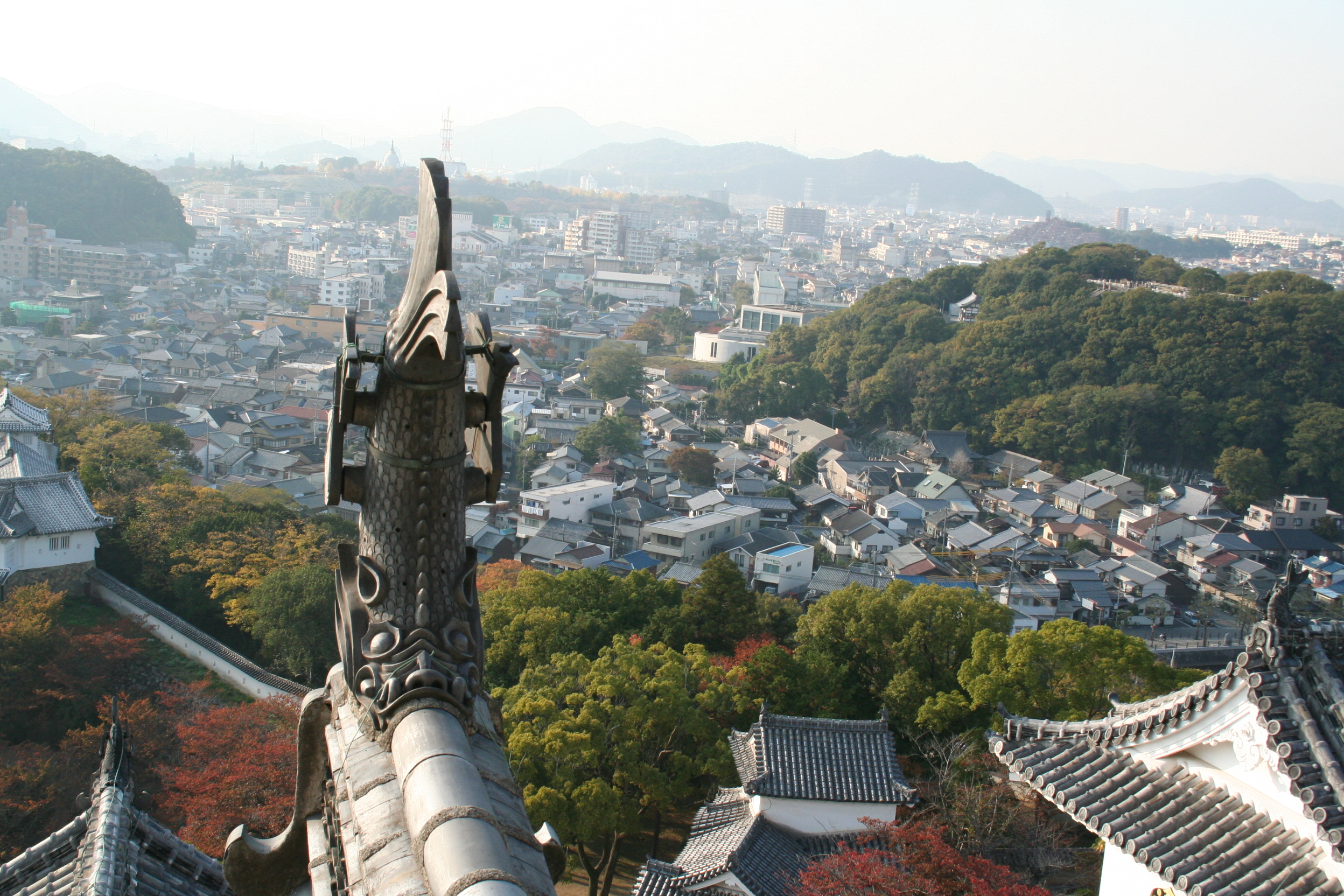
A mythical tiger-headed fish called kinshachi (金鯱). This motif was used atop the castle towers as a talisman for fire prevention.
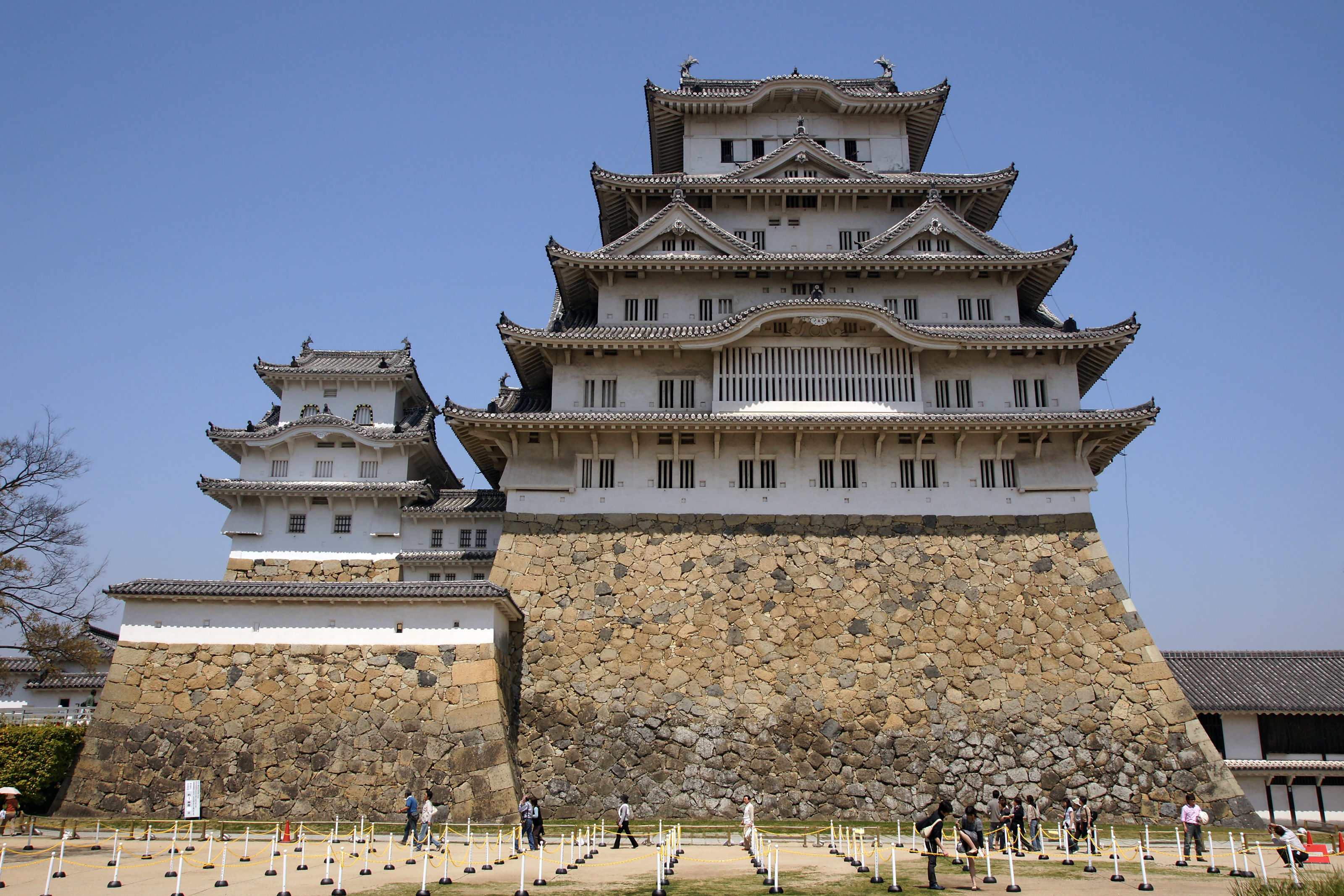
Frontansicht des Hauptturms der Burg Himeji